# Hiếu Thuận
Hiếu Thuận là một xã cũ thuộc huyện Vũng Liêm, tỉnh Vĩnh Long, Việt Nam.

## Địa lý
Xã Hiếu Thuận có diện tích 1,10 km², dân số năm 1999 là 6.629 người, mật độ dân số đạt 6.026 người/km².

## Hành chính
Xã Hiếu Thuận được chia thành 5 ấp: Ngãi Thạnh, Phú Cường, Phú Điền, Quang Mỹ, Quang Trường.

## Lịch sử
Ngày 6 tháng 12 năm 2019, Hội đồng Nhân dân tỉnh Vĩnh Long ban hành Nghị quyết 228/NQ-HĐND về việc sáp nhập toàn bộ ấp Cây Gáo vào ấp Quang Mỹ.